# Силвер Спрингс (Невада)
Силвер Спрингс (енгл. Silver Springs) насељено је место без административног статуса у америчкој савезној држави Невада.

## Демографија
По попису из 2010. године број становника је 5.296, што је 588 (12,5%) становника више него 2000. године.
| Група             | 2000.         | 2010.         |
| Белци             | 4.180 (88,8%) | 4.562 (86,1%) |
| Афроамериканци    | 57 (1,2%)     | 15 (0,3%)     |
| Азијати           | 21 (0,4%)     | 50 (0,9%)     |
| Хиспаноамериканци | 218 (4,6%)    | 393 (7,4%)    |
| Укупно            | 4.708         | 5.296         |